# Marcelo Suartz
Marcelo Antonio Suartz (São Paulo, 24 de setembro de 1987) é um jogador brasileiro de boliche.
Foi um dos representantes do país nos Jogos Pan-Americanos de 2011, em Guadalajara, no México, onde conquistou uma medalha de bronze individual.No ano de 2015 conquistou a medalha de ouro nos Jogos Pan-Americanos de 2015. Marcelo é detentor de duas das três medalhas na história do Brasil na modalidade em Jogos Pan-Americanos.